# Et Veritas vos liberabit
Veritas vos liberabit é uma expressão latina variante de Veritas liberabit vos ("a verdade vos libertará"; em grego:  ἡ ἀλήθεια ἐλευθερώσει ὑμᾶς em grego:  ἡ ἀλήθεια ἐλευθερώσει ὑμᾶς em grego:  ἡ ἀλήθεια ἐλευθερώσει ὑμᾶς em grego:  ἡ ἀλήθεια ἐλευθερώσει ὑμᾶς hē alētheia eleutherōsei hymas), consoante em João 8:32. Trata-se de uma declaração de Jesus dirigida a um grupo de judeus que criam nele. Pôncio Pilatos tem a resposta do filósofo no verso João 18:38: "Quid est veritas?" ("O que é verdade?", Ἐί ἐστιν ἀλήθεια, Ti estin alētheia?).

## Lema
Veritas vos liberabit é o lema de numerosas instituições:
- Bayview Glen School, Toronto, Ontário, Canadá
- Greenville Senior High School
- Harapan Bangsa Instituto de Tecnologia, Bandung, Java Ocidental, Indonésia
- Universidade do Estado de Idaho
- Instituto Caro y Cuervo
- Universidade Johns Hopkins
- Jane Franklin Hall
- Lafayette College
- Faculdade do Vale do Líbano
- Colégio Mar Ivanios
- Universidade de Ottawa
- Nossa Senhora Assento da Faculdade da Sabedoria (Canadá), Barry's Bay, Ontário, Canadá
- Sam Adams Associates para Integridade em Inteligência
- Universidade Metodista do Sul
- Faculdade de Santo Agostinho (Raleigh)
- St. Thomas Aquinas Senior High School
- Faculdade St. Thomas, Thrissur
- O Instituto de Tecnologia da Califórnia
- Universidad Adolfo Ibañez, Chile
- Universidade de San Martín de Porres, Lima, Peru[1] e seu clube de futebol, Club Deportivo Universidade de San Martín de Porres
- Universidade Luterana do Brasil
- Universidade de Portland
- Faculdade de Xavier East Victoria Park, Perth Western Australia
- Universidade Yonsei, Seul, Coreia do Sul
- Paichai Middle & High School, Seul, Coreia do Sul
- Paichai University, Daejeon, Coreia do Sul
- Universidade de Charleston, Charleston, Virgínia Ocidental
- Université Grenoble Alpes
- Universidade Católica do Uruguai “Dámaso Antonio Larrañaga”, Montevidéu, Uruguai

## Traduções
A variante inglesa "E você saberá a verdade e a verdade o libertará" está esculpida em pedra no Edifício da Sede Original (OHB) da Agência Central de Inteligência.
Traduzido em alemão, Die Wahrheit wird euch frei machen, é o lema da Universidade de Freiburg.
O texto original grego (ἡ ἀλήθεια ἐλευθερώσει ὑμᾶς):
- Foi usado pelos Cavaleiros Hospitalários durante as cruzadas
- É o lema da Universidade Lenoir-Rhyne

A versão em latim, Veritas liberabit vos, é o lema de:
- Canterbury Christ Church University
- Universidade Católica de Córdoba
- Universidade Doshisha, Cidade de Quioto, Japão
- Loge De Getande Rand, maçons Alphen aan de Rijn
- Faculdade do rei da Universidade de Queensland
- Faculdade Senior Mackilliop
- Faculdade técnica sênior de Newman
- Port Macquarie, Nova Gales do Sul
- Redfield College, Dural, Nova Gales do Sul
- Escolas Independentes de St. George
- Colégio Regional de São José
- Saint Pauls High School
- Universidade Metodista do Sul
- Universidade Luterana do Brasil
- Universidade Xavier - Ateneo de Cagayan
- Universidade Yonsei

Traduzido para o espanhol, la verdad os hará libres, é o lema de:
- Universidad de Guanajuato
- Universidade Iberoamericana

## Uso

### Cultura popular
O lema foi usado pelo wrestler profissional R-Truth durante as suas entradas de ringue ao longo de 2011.

### Política
A frase foi o lema usado pelo presidente do Brasil, Jair Bolsonaro, nas eleições de 2018 e é usada em comentários nas redes sociais.